# Сандено, Кейтлин
Кейтлин Сандено  (англ. Kaitlin Sandeno; род. 13 марта 1983, Мишен-Вьехо, Калифорния) —  американская пловчиха. Специализируется в плавании вольным стилем на средних дистанциях (200, 400, и 800 метров), комплексном плавании 200 и 400 метров) и плавании баттерфляем на 200 м.
Дебютировала в составе сборной страны на  Панамериканских играх 1999 года. Участвовала в двух Олимпийских играх. В 2000 году она выиграла бронзовую медаль в заплыве на 800 метров и три медали на  Олимпийских играх 2004 г. Участвовала в соревнованиях по плаванию на 200 метров баттерфляем в обеих Олимпиадах, но медалей не завоевала.
Ушла из большого спорта в 2008 году.